# 나의 유감스러운 남자친구
《나의 유감스러운 남자친구》는 2015년 4월 10일부터 5월 30일까지 MBC 드라마넷에서 방영된 드라마이다.

## 등장 인물

### 주요 인물
- 노민우 : 윤태운 역
- 양진성 : 유지나 역
- 윤학 : 강희철 역
- 한혜린 : 정혜미 역

### 그외 인물들
- 윤주상 : 윤 회장 역
- 길용우 : 혜미 부 역
- 안은정 : 수지 역
- 이용주 : 만수 역
- 박진주 : 말숙 역
- 김진근 : 지나 부 역
- 김혜선 : 지나 모 역
- 김동희 : 홍장평 역
- 이상구 : 왕 비서 역
- 허재호 : 최기남 역
- 김도연 : 오미란 역
- 김희원 : 청주댁 역
- 김은정 : 줄리아 역
- 안아영 : 금아영 역
- 황웅선 : IM기획 직원 역
- 장재호 : IM기획 직원 역
- 김정수 : 최이사 역
- 차주영
- 구건민

## 시청률
| 회차 | 방송일자        | 부제                           | AGB 닐슨 시청률 |
| ---- | --------------- | ------------------------------ | --------------- |
| 1화  | 2015년 4월 10일 |                                | -               |
| 2화  | 2015년 4월 11일 | 에델바이스 – 소중한 추억       | 0.563%          |
| 3화  | 2015년 4월 17일 | 클로버 - 약속                  | -               |
| 4화  | 2015년 4월 18일 | 빨간 장미 – 열정적인 사랑      | -               |
| 5화  | 2015년 4월 24일 | 방가지똥 – 정(情)              | -               |
| 6화  | 2015년 4월 25일 | 달맞이꽃 – 기다리는 사랑       | -               |
| 7화  | 2015년 5월 1일  | 데이지 – 순수한 마음           | -               |
| 8화  | 2015년 5월 2일  | 스위트피 – 우아한 추억         | -               |
| 9화  | 2015년 5월 8일  | 튤립 – 사랑의 고백             | 0.606%          |
| 10화 | 2015년 5월 9일  | 제비꽃 – 나를 생각해 주세요    | -               |
| 11화 | 2015년 5월 15일 | 해바라기 – 당신을 바라봅니다   | -               |
| 12화 | 2015년 5월 16일 | 강아지풀 – 동심                | -               |
| 13화 | 2015년 5월 22일 | 코스모스 – 순정                | -               |
| 14화 | 2015년 5월 23일 | 민들레 – 내 사랑 그대에게      | -               |
| 15화 | 2015년 5월 29일 | 라벤더 – 대답해주세요          | -               |
| 16화 | 2015년 5월 30일 | 천일홍 – 영원히 변치 않는 애정 | %               |